# 豫鄂皖邊區第三次圍剿
豫鄂皖邊區第三次圍剿，為中國第一次國共內戰時期，蔣中正所領導的國民政府對實力日益壯大的中國共產黨發動大規模軍事圍剿。主要目標是中國共產黨位於豫鄂皖三省邊境的「鄂豫皖革命根據地」（亦稱「鄂豫皖蘇區」）。1931年11月，國民政府調集15個師，進行第三次圍剿。至1932年6月，半年時間內，紅軍連續進行了黃安、商（城）、潢（川）、蘇家埠、潢（川）、光（山）4次戰役，其中4至5月的蘇家埠戰役，進行了48天，殲滅國軍3萬餘人，俘虜第7師副師長厲式鼎及5個旅、團長。此次反圍剿進行的4次戰役共殲滅國軍6萬餘人，擴大了蘇區。鄂豫皖蘇區進入了全盛時期。

## 戰役名稱
中華民國方面稱之為「豫鄂皖邊區圍剿」或「豫鄂皖三省邊區圍剿」，並未明確劃分次數，僅分前後兩個階段，視本次為第一階段的堵剿時期；中共方面稱之為「鄂豫皖蘇區第三次反圍剿」或「鄂豫皖革命根據地第三次反圍剿」。

## 時代背景
1931年5月，鄂豫皖蘇區紅軍粉碎國民政府第二次圍剿後，國民政府主席、陸海空軍總司令蔣中正於6月組織對中央蘇區的第三次大規模圍剿，仍舊失敗收場。另一方面，11月7日，紅四方面軍在黃安七里坪成立，下轄兩個軍近3萬人。鄂豫皖蘇區和紅軍的發展引起國民政府的重視，部署對鄂豫皖蘇區的第三次圍剿。11月，國軍集結15個師分散在豫鄂皖三省邊區周圍。九一八事變後，國內反蔣抗日浪潮高漲，蔣中正處於嚴重的政治危機中，導致此次圍剿遲遲不能開始行動。在這種情況下，中共鄂豫皖革命軍事委員會決定採取主動進攻戰略，以破壞國民政府的圍剿計劃，鞏固和擴大蘇區。

## 參戰部隊

### 國民革命軍方面
何成濬仍為武漢行營主任，李鳴鐘仍為豫鄂皖邊區綏靖督辦，國民革命軍（以下簡稱國軍）參戰部隊如下：
- 豫東南方面，部署第2師（師長樓星越）[3]、第25師（師長戴民權）、第69師（師長趙冠英）、新編第12師（師長曾萬鍾）、新編第13師（師長夏斗寅）及第58師之一部、第13師騎兵第3旅、獨立第33旅（旅長唐雲山）
- 鄂東方面，部署第20路軍、第14師、第18師、第30師（師長吉鴻昌）、第31師（師長張印湘）、第34師、第44師（軍長蕭之楚）、第47師（軍長上官雲相）、第48師（師長劉培緒）及及新編第13師之一部、第2路特務旅
- 皖西方面，部署第4師（師長徐庭瑤）、第7師（師長厲式鼎）、第46師（師長范熙績）、第57師（師長岳盛宣）及獨立第5旅、獨立第40旅（旅長宋世科）
- 空軍方面，航空第四、第五、第六等隊進駐漢口，第五隊之一部分駐信陽，受武漢行營的指揮，逐日派飛機臨邊區偵炸，並與地面部隊連絡協同作戰。

以上總計豫東南地區4個師、鄂東地區7個師、皖西地區4個師，另有在河南的第4師、南京的警衛師亦調往武漢，其第20路軍亦向信陽集結，及若干旅、團，總兵力大約20萬人。

### 中國工農紅軍方面
中國工農紅軍（以下簡稱紅軍）由紅四方面軍應戰，各參戰部隊如下：
- 第四方面軍方面，總指揮徐向前，政治委員陳昌浩，政治部主任劉士奇，下轄第4軍（軍長徐向前兼任）、第25軍（軍長鄺繼勳）

以上總計共有2個軍，總兵力近3萬人。以依附蘇區，集中兵力，運用圍城打援，調動國軍於運動中各個殲滅。

## 戰役過程
1931年11月10日，紅軍集中方面軍主力進行了黃安戰役，以4個團對駐黃安的國軍第69師實行壓縮包圍，另以一個師和黃安獨立團擔負阻擊和殲滅國軍援軍的任務。戰役開始後，國軍從安埠、黃陂等地多次出動援軍，均被紅軍擊退。在圍城31天後，12月22日，國軍企圖突圍失敗，紅軍尾隨國軍突進並佔領黃安城，紅軍計斃傷俘其15000餘人，繳槍7000餘支、迫擊砲10餘門，並俘獲國軍第69師師長趙冠英。黃安戰役後，為打擊北線之國軍，向北擴大蘇區，隔年1月中旬，紅四方面軍發動商（城）潢（川）戰役，迅速攻佔商城與潢川之間的杜付店、江家集等地，切斷兩縣城的交通聯絡線，駐商城的陳耀漢第58師成了個孤軍。商城被圍後，第58師向南京告急。國民政府特派駐豫綏靖公署主任劉峙，急令張鈁第76師及第2師、第12師、獨立第33旅共19個團，分兩路馳援商城，途中紅軍實行打擊並兩翼迂回包抄。國軍兩路援軍皆被擊潰，撤回潢川。陳耀漢見援軍潰敗，趁紅軍主力尚未回師之際，率第58師棄城退往麻城。紅軍攻佔商城，並改商城為赤城。計紅軍以10個團擊潰了裝備齊全的國軍19個團，殲敵4000餘人，繳槍2000餘支。
商潢戰役後，國軍繼續採取守勢，安徽省主席陳調元調集12個團的兵力，以蘇家埠為樞紐，從六安至霍山沿淠河東岸構築堅固陣地成一道防線。紅軍見部署於皖西的國軍兵力只有4個師又兩個旅，防區較大，兵力薄弱。為求殲該地區的國軍，向東擴展蘇區，3月中旬，紅四方面軍以一部牽制豫東南地區的國軍，以主力3個師包圍蘇家埠，此役殲滅國軍3萬餘人，俘其皖西剿共總指揮、第7師師長厲式鼎，繳槍1.6萬餘支。
蘇家埠戰役期間，國軍第20路軍以一部兵力進佔潢川、光山南部地區。為奪回該區，6月中旬，紅四方面軍進行了潢（川）光（山）戰役，計斃傷俘國軍約1萬人，繳槍7000餘支。
此次紅軍共殲滅國軍近40個團6萬餘人，部隊本身由近3萬人發展至4.5萬人，並打下黃安，商城、霍邱、英山、羅田、廣濟6座縣城，鄂豫皖蘇區發展成為擁有26個縣和350萬人口的地區，開創了該蘇區的極盛局面，國民政府的第三次圍剿終告失敗。

## 外部連結
- 劉峙：豫鄂皖邊區剿匪之役 （页面存档备份，存于）
- 萬耀煌：豫鄂皖邊區剿匪與國難 （页面存档备份，存于）